# Irena Netto

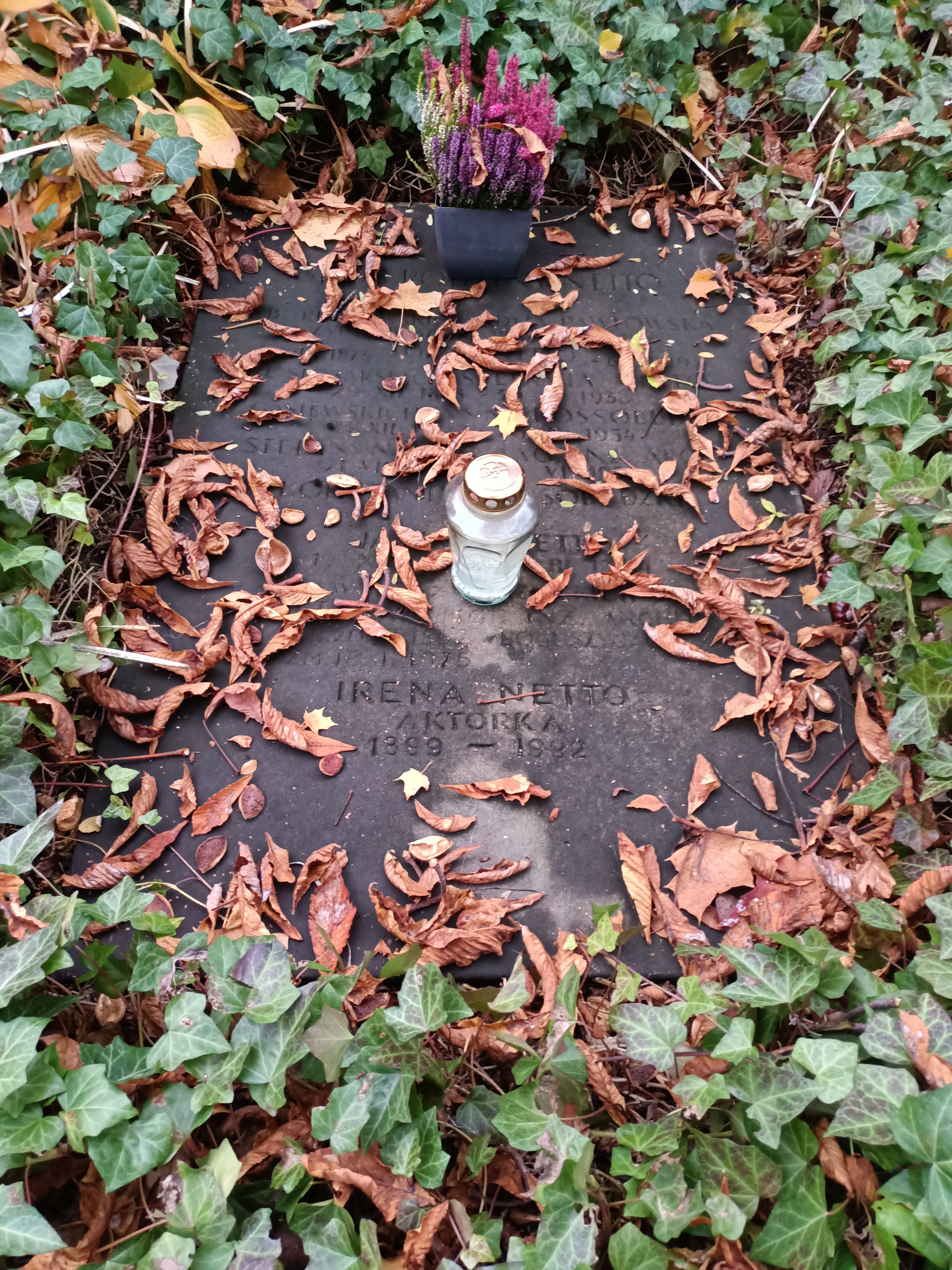
Grób Ireny Netto na cmentarzu Powązkowskim w Warszawie

Irena Netto (ur. 19 października 1899 w Dąbrowie Górniczej, zm. 13 marca 1992 w Skolimowie) – polska aktorka teatralna i filmowa.

## Życiorys
Córka Jana. W 1919 rozpoczęła naukę w Oddziale Dramatycznym Konserwatorium Warszawskiego, który ukończyła w 1922.

### Teatr
Debiutowała już rok po rozpoczęciu nauki grając Hipolitę w „Śnie nocy letniej” na deskach Teatru Dramatycznego. W sezonie 1923/1924 grała w Instytucie Reduty, ale następny sezon spędziła w Toruniu grając w tamtejszym Teatrze Miejskim. Po roku powróciła na scenę Reduty w Warszawie, ale też grała tam jeden sezon. Od 1926 była związana z Teatrem Polskim w Katowicach, grała tam do 1930, aby ponownie spędzić jeden sezon w teatrze w Toruniu. Gdy w 1932 w Warszawie kompletowano zespół nowego Studia Teatralnego im. Stefana Żeromskiego Irena Netto przyłączyła się do tamtejszej trupy. Po jednym sezonie powróciła na scenę Reduty, aby po pięciu latach zaprzestać gry teatralnej ze względów rodzinnych. Znalazła zatrudnienie w Polskim Radiu, dodatkowo reżyserując przedstawienia w amatorskich teatrach szkolnych. Po wybuchu II wojny światowej imała się różnych zajęć, prowadziła tajne komplety, pracowała w fabryce kostek bulionowych, a także organizowała zakonspirowane występy artystyczne. W 1945 znalazła się w Poznaniu, gdzie przez jeden sezon grała w Teatrze dla Młodzieży. Od 1946 do 1949 występowała w Teatrze Dramatycznym we Wrocławiu. Sezon 1951/1952 spędziła w Teatrze Ateneum w Warszawie. W późniejszych latach grała gościnnie na scenach różnych teatrów.

### Film
Po raz pierwszy wystąpiła w filmie grając epizodyczną rolę w Zakazanych piosenkach, jej nazwiska nie wymieniono wówczas w czołówce. Od 1953 rozpoczął się filmowy etap kariery Ireny Netto, łącznie zagrała w 36 produkcjach. Była cenioną aktorką charakterystyczną, którą chętnie angażowano do wyrazistych ról drugoplanowych. Po przejściu na emeryturę w 1969 zagrała tylko w jednym filmie, (Szklana kula), którym zakończyła karierę aktorską. Ostatnie lata życia spędziła w Domu Aktora w Skolimowie, gdzie zmarła w wieku 93 lat. Pochowana na cmentarzu Powązkowskim w Warszawie (kwatera 199-1-24,25).

## Ordery i odznaczenia
- Złoty Krzyż Zasługi (dwukrotnie: 19 lipca 1955[2], 19 kwietnia 1956[3])

## Filmografia (wybrane role)
- Trudna miłość (1954) – matka Janka Małodwornego
- Autobus odjeżdża 6.20 (1954) – matka Wiktora
- Kariera (1954) – matka Hulewicza
- Opowieść atlantycka (1954) – ciotka Gastona Blachier
- Pigułki dla Aurelii (1958) – matka Wiktora
- Pożegnania (1958) – właścicielka pensjonatu
- Wolne miasto (1958) – Erna Pająkowa
- Sygnały (1959) – sąsiadka Zosi i Janka
- Wspólny pokój (1959) – Stukonisowa, matka Zygmunta i Miećka
- Szklana góra (1960) – lekarka Dobracka
- Rozstanie (1960) – gosposia Wiktoria Budkowa
- Samson (1961) – matka Jakuba Golda
- Ogniomistrz Kaleń (1961) – stara kobieta w strażnicy
- Spóźnieni przechodnie (1962) – ciotka Marynia (nowela Krąg istnienia)
- Niekochana (1965) – służąca Marianna
- Ktokolwiek wie... (1966) – sąsiadka Ruśniaków (Gierczycha)
- Długa noc (1967) – Dalecka
- Szklana kula (1972) – babcia Ireny